# Lotta & Anders Engbergs orkester
Lotta & Anders Engbergs orkester war eine schwedische Dansband, die sich 1994 auflöste. Sängerin war Lotta Engberg, die zusammen mit ihrem damaligen Mann Anders Engberg die Gruppe 1989 formierte. Lotta & Anders Engbergs orkester erhielten 1993 einen Grammis. Lotta Engberg verließ gegen Ende 1993 und dem Anfang des Jahres 1994 die Band und gründete Lotta Engbergs orkester.

## Diskografie

### Alben
- 1989: Genom vatten och eld
- 1990: En gång till
- 1991: Världens bästa servitris
- 1992: Stora rubriker
- 1993: Kärlek gör mig tokig

### Kompilationen
- 1994: På begäran
- 1995: Tusen vackra bilder

### Svensktoppen Lieder
- 1989: Melodin
- 1989: Genom vatten och eld
- 1990: En gång till
- 1990: Tusen vackra bilder
- 1991: Världens bästa servitris
- 1992: Tusen skäl att stanna
- 1992: Allt jag vill säga
- 1993: Alla lyckliga stunder